# X Pro
X Pro（旧称TweetDeck）是一款基于Adobe AIR，支持Twitter、Facebook、LinkedIn、Google Buzz、Foursquare 以及MySpace的桌面应用程序。同其他Twitter应用一样，它调用了Twitter的API，使得用户可以发送和接受Twitter信息、浏览用户资料。
根据2009年6月的数据，它是最受欢迎的Twitter应用，占据19%的市场份额，仅次于官方的Twitter.com网站（45.70%）。TweetDeck兼容多种操作系统，包括Microsoft Windows、Mac OS X以及Linux。针对iPhone的版本发布于2009年6月19日，iPad版则在2010年5月面世。针对Android的版本目前正处于测试当中。
2011年5月25日，Twitter收购了TweetDeck。
2023年7月起，只有經過驗證的用戶才能使用TweetDeck，並更名為X Pro。